# 담배쌈지

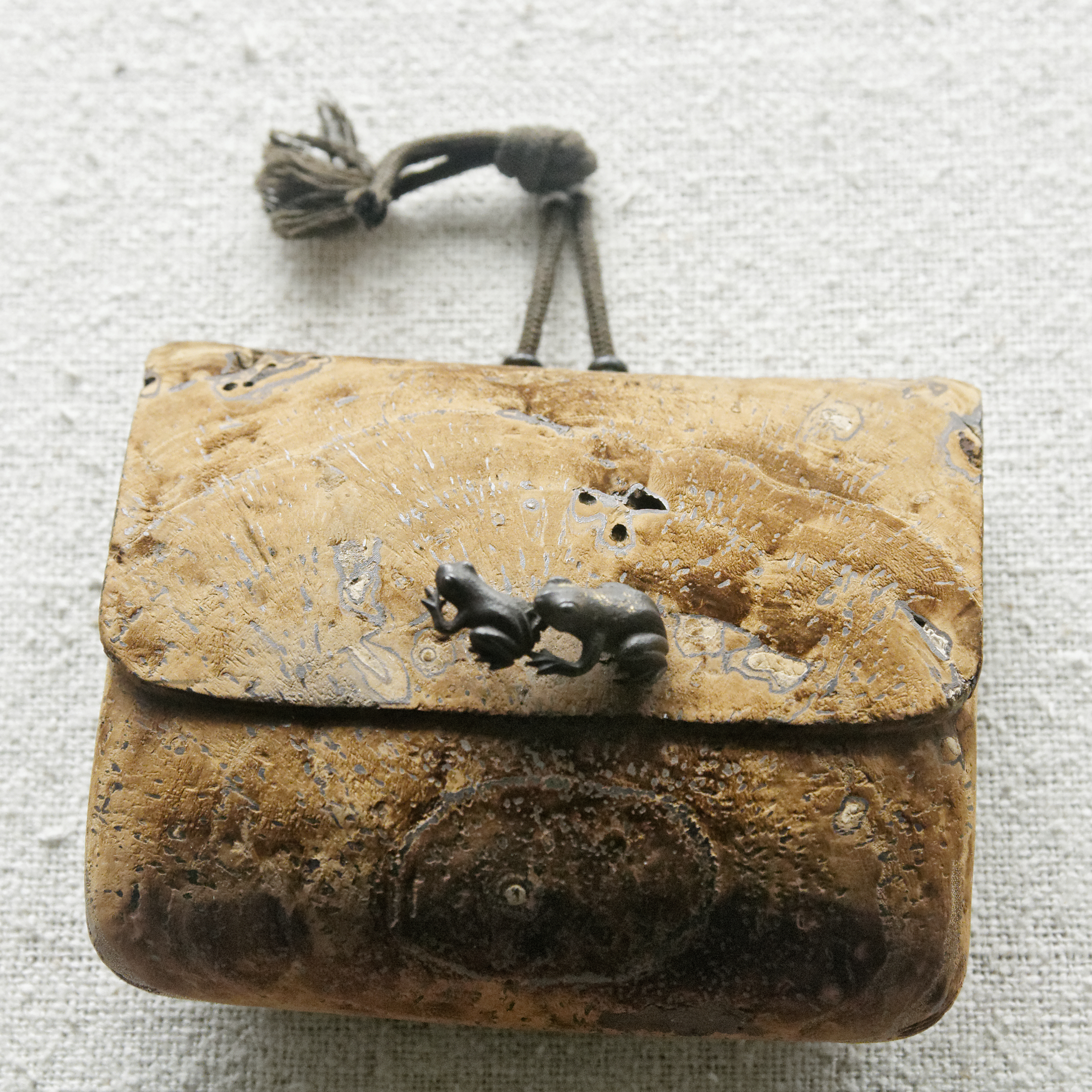
18세기 일본의 담배쌈지.

담배쌈지(tobacco pouch)는 담배를 넣는 주머니이다.
종종 가죽으로 만들어지며 한때 물개 가죽으로 만들어졌다. 롤링 및 파이프 담배는 종종 플라스틱 파우치로 판매된다. 담배를 사는 사람이 담배 주머니를 소유하고 있다면 담배를 플라스틱 주머니에서 가죽 주머니로 담는다.